# Belfast (Tennessee)
Belfast ist eine Unincorporated Area im Marshall County, Tennessee in den Vereinigten Staaten. Der Ort hat etwa 844 Einwohner und liegt auf halber Strecke zwischen den Großstädten Nashville im Norden und Huntsville (Alabama) im Süden.

## Geschichte
Die Gemeinde wurde nach Belfast in Nordirland benannt. 1836 wurde in Belfast ein Postamt eingerichtet. Das erste Handelsgeschäft in Belfast wurde 1838 eröffnet.
Am 29. Februar 1952 wurde die Stadt von einem Tornado der Stufe F1 heimgesucht, bei dem drei Menschen starben und 166 verletzt wurden. Bis 2022 ist dies die höchste Zahl an Verletzten, die je durch einen F1/EF1-Tornado in den Vereinigten Staaten verursacht wurde, auch wenn die Quellen über die tatsächliche Zahl der Opfer schwanken.

## Persönlichkeiten
- Haliey Welch (* 2002), Internetpersönlichkeit, siehe Hawk Tuah